# Le Péché de monsieur Antoine
Le Péché de monsieur Antoine est un roman de l'écrivaine française George Sand publié en 1845 sous forme de feuilleton dans la presse, puis en volume à partir de l'année suivante. Il est généralement rangé parmi les « romans sociaux » de l'auteure, qui évoquent les problèmes de la société française de son époque.

## Résumé

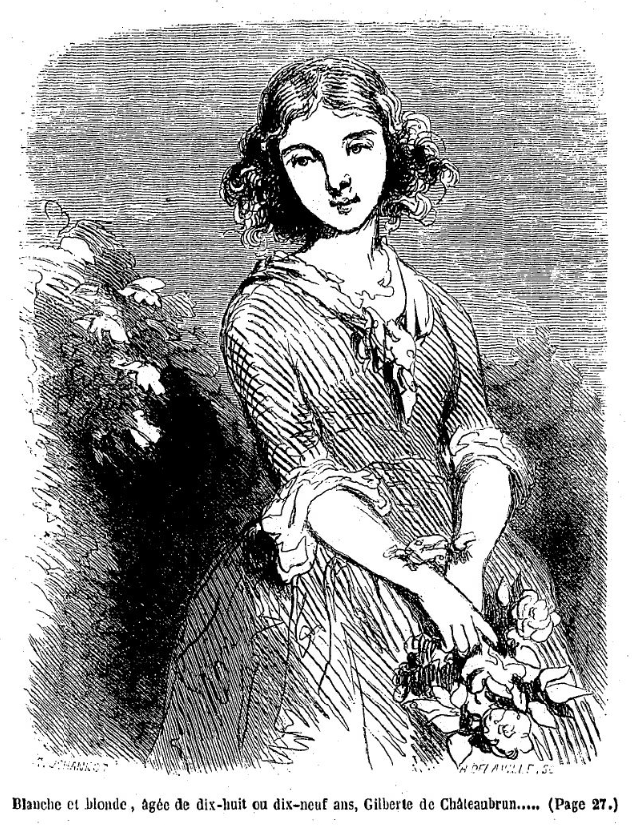
Gilberte. Illustration de Tony Johannot pour les Œuvres illustrées de George Sand en 1852.

L'intrigue se déroule en France au XIXe siècle. Émile, un jeune homme progressiste et soucieux de justice sociale, tombe amoureux de Gilberte, la fille de son voisin, monsieur Antoine, comte de Chateaubrun. Monsieur Antoine est un noble ruiné qui a dû se faire ouvrier pendant un temps pour survivre. Le jeune couple est alors en butte à l'opposition du père d'Émile, un chevalier d'industrie autoritaire qui dirige une usine à Gargilesse. Émile et Gilberte reçoivent l'appui d'un ouvrier, Jean, ainsi que d'un noble excentrique, le marquis de Boisguilsbault, qui lègue au couple sa fortune afin de fonder une communauté agraire. À la fin du roman, Émile et Gilberte parviennent à se marier et mettent en pratique leurs idées de progrès social dans la région.

## Élaboration du roman
Hippolyte Chatiron, demi-frère de l'auteur était à l'origine le dédicataire de l'oeuvre. Ce dernier refusa finalement, considérant qu'il se trouvait trop d'éléments biographiques le concernant dans le roman[réf. nécessaire].

## Histoire éditoriale
Le Péché de Monsieur Antoine paraît d'abord sous la forme d'un feuilleton dans L'Époque, un journal de l'opposition réformiste. 
Le roman paraît en volume en Belgique, à Bruxelles, chez A. Lebègue et fils, en trois volumes, en 1846, et la même année à Paris chez l'éditeur Hippolyte Souverain. Le roman est réédité en 1852 à Paris, chez Jules Hetzel, regroupé avec plusieurs autres romans dans le deuxième volume des Œuvres illustrées de George Sand, avec des illustrations de Tony Johannot,. Cette version illustrée est reprise dans un volume autonome chez le même éditeur en 1859. Le roman est réédité en 1857 à Paris chez Michel Lévy éditeur, suivi de Pauline et de L'Orco ; ce volume est réédité en 1864 et 1869. 
Après la mort de George Sand, le roman connaît une nouvelle édition en 1896 chez Calmann-Lévy puis en 1910. Par la suite, Le Péché de Monsieur Antoine fait partie des romans de Sand qui ne sont pas réédités au milieu du XXe siècle et dont George Lubin, spécialiste de l'écrivaine, déplore en 1976 qu'ils soient injustement négligés par les éditeurs. Il semble ne plus avoir été réédité avant 1976, année où George Lubin en assure lui-même une édition à Paris aux éditions d'Aujourd'hui, dans la collection « Les Introuvables », en deux volumes précédés d'une présentation. En 1982, le roman connaît deux éditions. L'une paraît aux éditions SERCAP. L'autre est une édition critique établie, présentée et annotée par Jean Courrier et Jean-Hervé Donnard aux éditions de l'Aurore. En 2007 paraissent deux autres rééditions, l'une à Romagnat aux éditions de Borée dans la collection « Romans et récits du terroir », l'autre à Paris chez Alterédit dans la collection « Le roman populaire du XIXe siècle ». En 2012, le roman est réédité à Clermont-Ferrand aux éditions Paléo.
Le manuscrit du Péché de Monsieur Antoine fait partie des quelques manuscrits conservés de George Sand : il est conservé à la Bibliothèque nationale de France.

## Analyse
Dans une étude parue en 2006 portant sur les liens entre le terroir et l'Histoire dans l'œuvre de George Sand, Gérard Peylet étudie deux romans sociaux de l'auteure, Le Compagnon du tour de France (paru en 1840) et Le Péché de Monsieur Antoine, en les rapprochant parfois de romans rustiques (ou à la fois sociaux et rustiques) comme Jeanne (1844) et Le Meunier d'Angibault (1845). Selon lui, dans ces romans, Sand rattache le terroir à une philosophie de l'Histoire héritée des Lumières, marquée par une foi sociale et une conscience utopique qui croient en un progrès possible de l'humanité et en particulier en un progrès social. Cette idée est également présente à son époque chez les auteurs utopistes romantiques. Cependant, George Sand n'écrit jamais d'utopie au sens strict de texte qui présenterait une société idéale élaborée dans un endroit inconnu, hors de l'Histoire : elle est au contraire intéressée par la possibilité de réaliser le progrès dans un lieu existant précis et de l'inscrire dans l'Histoire présente. Ce projet ressort nettement dans Le Péché de Monsieur Antoine, davantage que dans Le Compagnon du tour de France dont les personnages étaient moins en prise sur leur époque. 
Dans Le Péché..., le marquis de Boisguilbault lègue ses terres à Émile afin qu'il fonde une communauté agraire, ce qui rejoint le projet social et économique du communisme un an avant que les théories de Marx ne soient diffusés en France. Le père d'Émile, qui dirige une usine à Gargilesse, incarne quant à lui une vision capitaliste de l'économie. Émile, incompris par son père, trouve refuge auprès du vieux marquis et rejoint monsieur Antoine ainsi que sa fille et Jappeloup dans le parc de Chateaubrun, qui forme un espace utopique réconciliant la proximité originelle rustique avec la nature et les aspirations sociales et politiques modernes du peuple qui cherche à se libérer de son esclavage pour fonder une république (Sand écrit sous la Restauration).